# Antônio Pestana Coimbra

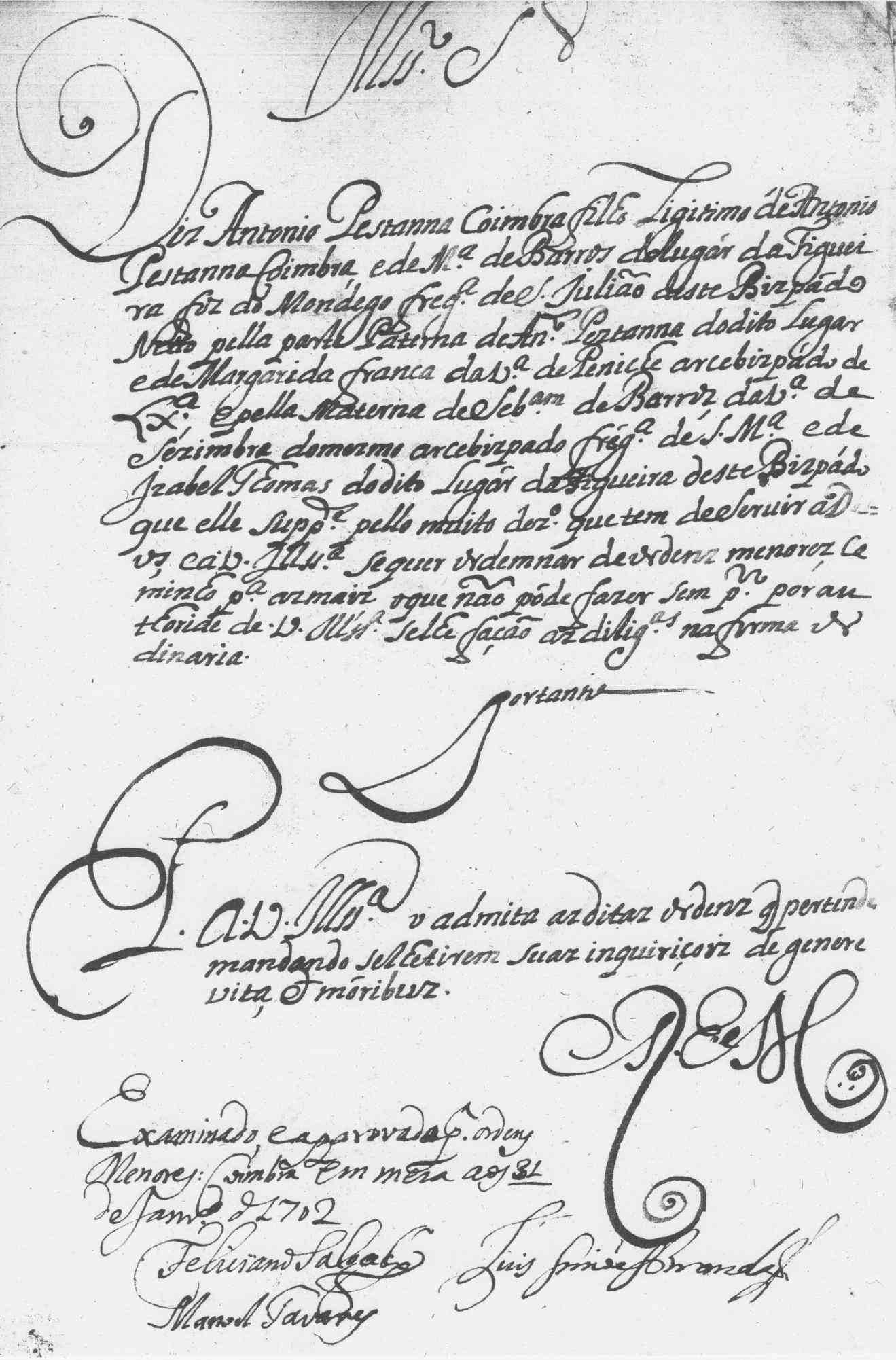
Certidão de ordenação do Padre Pestana Coimbra, 1702.

Antônio Pestana Coimbra (Figueira da Foz, 1684 — Paranaguá, 1751) foi um padre e procurador eclesiástico português que viveu no Brasil na primeira metade do século XVIII. Foi o primeiro visitador apostólico (representante do Papa) no Rio Grande do Sul.

## Biografia
Pestana Coimbra ordenou-se padre em 1702 e licenciou-se em teologia pela Universidade de Coimbra em 1708. 
Começou a carreira religiosa como pároco na igreja de São Julião, em sua cidade natal de Figueira da Foz.
Em meados da década de 1710, após a descoberta de ouro no Brasil, integrou um dos primeiros grupos de administradores eclesiásticos enviados para estabelecer a Igreja Católica em Minas Gerais. Foi procurador eclesiástico em São João del-Rei e São José del-Rei, atual Tiradentes.   
Nomeado visitador apostólico para o Brasil Meridional em 1740, alternou períodos em Paranaguá, Laguna e Desterro, atual Florianópolis. Em fins de 1743, Pestana Coimbra tornou-se o primeiro padre visitador em Rio Grande, povoamento fundado pelos portugueses havia apenas seis anos. Ali permaneceu até 1744.
Entre 1745 e 1751, já elevado à condição de protonotário apostólico, Pestana Coimbra foi vigário da vara da comarca de Paranaguá, no atual estado do Paraná.